# Maekawa Keietsu
Maekawa Keietsu (japanisch: 前川 敬悦; * 1. März 1888; † 8. Dezember 1974) war ein japanischer Offizier und zuletzt Generalleutnant der Kaiserlichen Armee.

## Leben
Maekawa Keietsu war Offizier des Intendanturdienstes der Kaiserlichen Armee und war unter anderem nach seiner Beförderung zum Heeresintendant Erster Klasse zwischen dem 1. August 1935 und dem 1. Dezember 1936 Leiter des Bekleidungsdepots in Osaka. Im Anschluss fungierte er vom 1. Dezember 1936 bis zum 9. März 1939 als Chef der Intendantur-Sektion der 10. Division (Dai-jū Shidan) und wurde in dieser Verwendung am 15. Februar 1937 zum Oberst (taisa) befördert.
Nach seiner Beförderung zum Generalmajor (shōshō) am 9. März 1939 war Maekawa zwischen dem 9. März 1939 und dem 1. April 1940 zunächst Chef der Intendantur-Sektion des Heeresarsenals sowie vom 1. April 1940 bis zum 1. März 1941 Chef der Intendantur-Sektion der Hauptrüstungsfabrik des Heeres. Im Anschluss fungierte er zwischen dem 1. März 1941 und dem 10. Juni 1943 als Chef der Intendantur-Sektion der Regionalarmee Nordchina (Kita Shina hōmengun), deren Oberbefehlshaber zunächst Generalleutnant Tada Hayao beziehungsweise ab dem 7. Juli 1941 General Okamura Yasuji war. In dieser Dienststellung wurde er am 1. April 1942 auch zum Generalleutnant (chūjō) befördert. Nachdem er vom 10. Juni bis zum 23. Juli 1943 zur Regionalarmee Ostdistrikt (Tōbu-gun) abgeordnet war, trat er am 23. Juli 1943 in den Ruhestand.